# Георгій Михайлович (Романов)

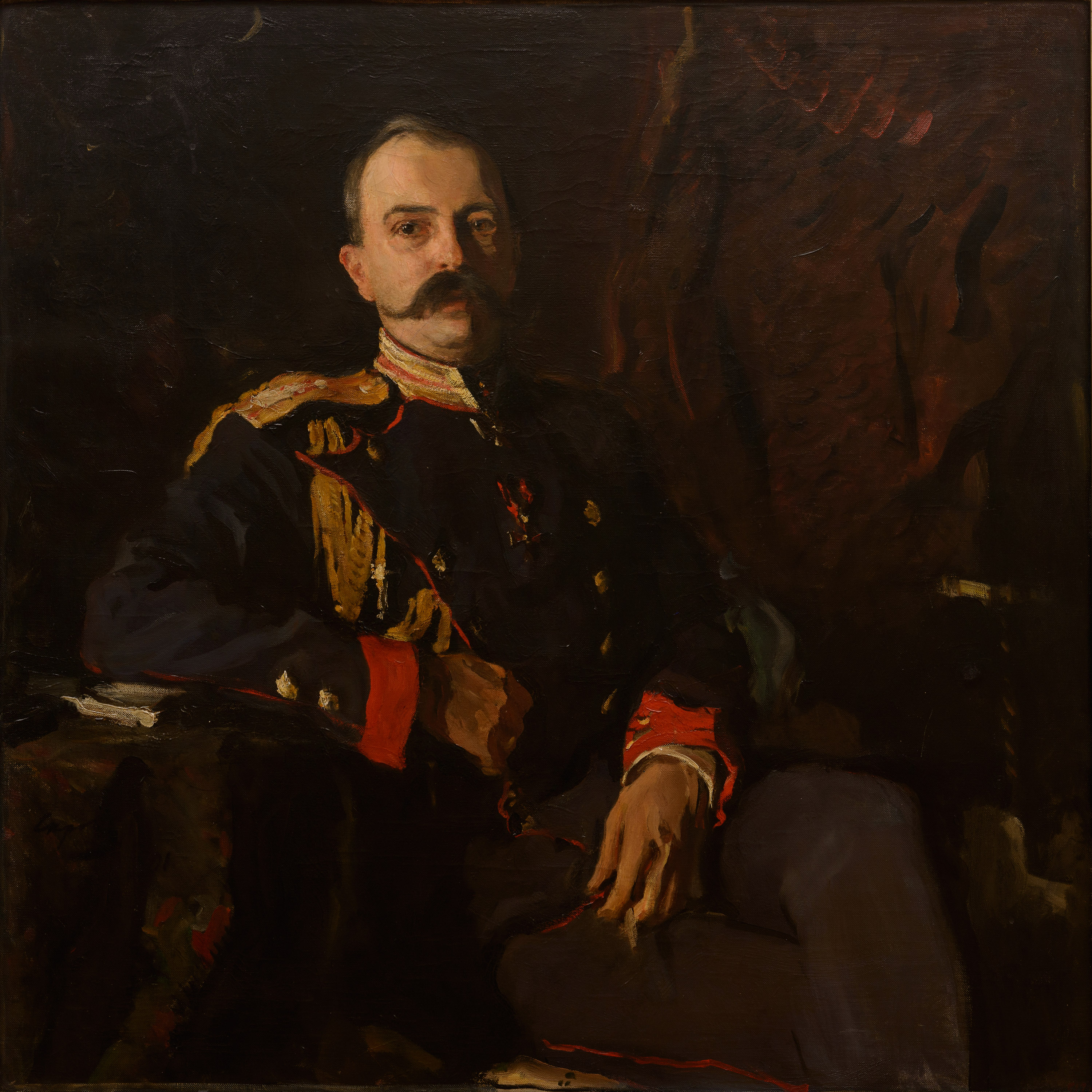
Портрет роботи Валентина Сєрова (1901).

Великий князь Георгій Миха́йлович Рома́нов (рос. Георгий Михайлович Романов; 23 серпня 1863, Тетрі-Цкаро — 30 січня 1919, Петропавлівська фортеця) — третій син великого князя Михайла Миколайовича і великої княгині Ольги Федорівни, онук імператора Миколи I і дядько імператора Миколи II; генерал-лейтенант (22.07.1909), генерал-ад'ютант (22.07.1909).
Голова Російського генеалогічного товариства (1898—1917); почесний член Імператорського географічного товариства; почесний член Санкт-Петербурзької академії наук; почесний член Історико-родовідного товариства в Москві; почесний член берлінського православного Свято-Князь-Володимирського братства, тощо.

## Життєпис
Народився на Кавказі, поблизу Тифліса, де його батько обіймав посаду Кавказького намісника. Здобув домашню освіту.
Військову службу розпочав у лейб-гвардії уланському Її імператорської величності государині імператриці Марії Федорівни полку. Через пошкоджену в дитинстві ногу, значних успіхів у військовій службі не досяг, проте був шефом низки полків.
У 1895 році був призначений керуючим Російським музеєм імператора Олександра III у Санкт-Петербурзі, перебуваючи на цій посаді незмінно протягом 22 років.
З початком Першої світової війни перебував при Ставці Верховного Головнокомандувача, обіймаючи посаду генерал-інспектора. Згодом, уже як особливий уповноважений імператора Миколи II, виїжджав на різні ділянки театру бойових дій, після чого складав особисті донесення про загальний стан на фронтах: Кавказькому (1914), Південно-Західному (1915), Північно-Західному (1915), Західному і Північному (1916).
Після Жовтневого перевороту 1917 року, вчиненого більшовиками, піддався переслідуванню з боку Радянської влади. У березні 1918 року разом з братом Миколою Михайловичем і кузеном Дмитром Костянтиновичем був зісланий до Вологди, де пробув до липня того ж року. У липні був заарештований і доправлений у Петроград. Розстріляний разом з трьома іншими представниками імператорської родини у січні 1919 року в Петропавлівській фортеці.

## Великий князь інумізматика
Великий князь Георгій Михайлович був відомим і видатним нумізматом свого часу. Він був власником одного з найкращих тогочасних зібрань російських монет (до якого, зокрема, входив і Костянтинівський рубль — одна з найрідкісніших монет Російської імперії), виставлених у його особистому мюнц-кабінеті.
У 1886 році великий князь видав свою першу нумізматичну роботу: «Опис і зображення деяких рідкісних монет мого зібрання». Також за його активної участі були видані роботи: «Монети царювання імператора Олександра II» (СПб., 1888), «Монети царювання імператора Миколи I» (СПб., 1890), «Монети царювання імператорів Павла I і Олександра I» (СПб., 1890), «Монети царювання імператора Олександра III (1881—1891)» (СПб., 1891), «Російські монети, карбовані для Пруссії, Грузії, Польщі та Фінляндії», «Монети царювання імператриці Катерини II», «Монети царювання імператриці Єлизавети I й імператора Петра III» та інші.

## Родина
У 1900 році одружився з Марією Георгієвною, донькою короля Греції Георга I. У подружжя народилося дві доньки: княжни імператорської крові Ніна (1901—1974) і Ксенія (1903—1965).
З червня 1914 року дружина з доньками мешкали в Лондоні (Велика Британія).